# 1626 en philosophie
Chronologie de la philosophie
- 1622
- 1623
- 1624
- 1625
- 1626
- 1627
- 1628
- 1629
- 1630

L’année 1626 a été marquée, en philosophie, par les événements suivants :

## Publications
- Marie de Gournay : L’ombre – œuvre composée de mélanges – L’homme est l’ombre d’un songe & son œuvre est son ombre qui comprend : De l'éducation des Enfans de France - Naissance des Enfans de France - Exclamation sur l'assassinat deplorable de l'année 1610 - Adieu de l'ame du Roy à la Reyne Regente son espouse - Priere pour l'ame du mesme Roy, escrite à son trépas - Gratification à Venise sur une victoire - Institution du Prince - Du langage François - De la medisance - Des fausses devotions, Si la vangeance est licite - Antipathie des ames basses et hautes - Consideration sur quelques contes de Cour - Advis à quelques gens d'Église - Que les grands esprits et les gens de bien s'entrecherchent - De la neantise de la commune vaillance de ce temps et du peu de prix de la qualité de Noblesse - Que l'integrité suit la vraye suffisance - Sur la version des Poètes antiques, ou des Metaphores - Égalité des hommes et des femmes - Chrysante, ou convalescence d'une petite fille - Des Vertus vicieuses - Des Rymes - Des diminutifs François - Des grimaces mondaines - De l'impertinente amitié - Des sottes ou presomptives finesses - Grief des Dames - Défense de la Poësie et du langage des Poètes - Advis sur la nouvelle edition du Promenoir - Promenoir - Apologie pour celle qui escrit - Lettre sur l'art de traduire les Orateurs - Version d'une Oraison de Tacite - Version d'une Oraison de Salluste - Epistre de Laodamie traduicte d'Ovide - Seconde Philippique de Ciceron traduicte - De la façon d'escrire de Messieurs du Perron et Bertault, qui sert d'Advertissement sur les Poesies de ce volume - Partie du Premier de l'Æneide, commençant où monsieur le Cardinal du Perron acheve de le traduire - Second de l'Æneide traduict - Partie du Quatriesme de l'Æneide, commençant comme dessus après monsieur le Cardinal, Bouquet de Pynde, composé de fleurs diverses - Si ce Livre me survit…

- Jean de Silhon : Les Deux véritez de Silhon : l'une de Dieu et de sa providence, l'autre de l'immortalité de l'âme (1626) Réédition : 1991.

## Naissances
- 6 octobre à Paris : Louis Géraud de Cordemoy, mort à Paris le 8 octobre 1684[1], est un philosophe, historien et avocat français, connu principalement pour ses travaux de métaphysique et de théorie du langage.

## Décès
- Francis Bacon, né le 22 janvier 1561 à Londres et mort à Highgate près de la même ville en 1626, baron de Verulam, vicomte de St Albans, Chancelier d’Angleterre, est un scientifique, un philosophe et un homme d'État anglais. Francis Bacon développe dans son œuvre le De dignitate et augmentis scientiarum[2] une théorie empiriste de la connaissance[3], et il précise les règles de la méthode expérimentale dans le Novum Organum, ce qui fait de lui l’un des pionniers de la pensée scientifique moderne.

- 25 novembre à Augsbourg : Jacobus Pontanus. Philologue et humaniste, né à Brück (Bohême) en 1542[4], Jacobus Pontanus entra dans l'ordre des jésuites, se livra à l'enseignement des langues anciennes et de la rhétorique, forma un grand nombre d'élèves distingués et composa des ouvrages élémentaires qui, pendant près d'un siècle, furent adoptés dans l'enseignement.